# La Galissonnière (skib, 1874)
Det franske panserskib La Galissonnière lagde navn til en klasse på tre skibe, der efterfulgte Alma klassen. Lige som forgængerne blev de betegnet som panserkorvetter. De var mindre end flådens gængse panserskibe, og de var primært beregnet til oversøisk tjeneste. Navnet henviser til markisen af Galissonnière, der var en fransk søhelt fra syvårskrigen. Skibet var det første af foreløbigt tre med dette navn i den franske flåde.

## Design og konstruktion
La Galissonnière klassen var designet af Henri Dupuy de Lôme som forbedrede udgaver af Alma klassen, og stadig med træskrog. De var kasematskibe med et centralt batteri, hvor kanonerne var fordelt over to dæk. I forhold til forgængerne var antallet af kanoner i barbetter på øverste dæk reduceret fra fire til to. Til gengæld var kanonerner kraftigere (24 cm i stedet for 19,4 cm). På linje med tidens andre panserskibe var der en kraftig metalforstærket vædderstævn.
Skibet havde en længde på 76,6 m (nogle kilder siger 79,4) og en bredde på 14,8 m. Dybgangen var 6,6 m (gennemsnit) og deplacementet var 4.654 ton. Besætningen talte mellem 352 og 382 mand (Silverstone angiver 344 mand).

### Fremdrift
La Galissonnière havde to dampmaskiner, der drev hver sin skrue, og den samlede effekt var 2.370 HK. Skibet var bestilt til at kunne præstere 12 knob, men nåede 13,1 knob på sin prøvetur. Kulbeholdningen var på 500 tons, og det rakte til 3.240 sømil ved 10 knob. La Galissonnière var fuldrigget og havde 1.707 m2 sejlareal.

### Bevæbning
Klassen var designet med to 24 cm kanoner i barbetterne, plus fire fire tilsvarende kanoner i kasematten. Desuden var der fire 12 cm kanoner på det øverste dæk. De sidstnævnte kanoner blev senere udskiftet med seks 10 cm kanoner.
De svære 24 cm kanoner var model 1870 med kaliber 19 og de kunne affyre panserbrydende granater med en vægt af 144 kg og med en mundingshastighed på 495 m/sekund. På klos hold var granaterne i stand til at gennembryde 366 mm smedejernspanser. Selve kanonen vejede 15,7 tons.
Kanonerne i barbetterne havde begrænset skudfelt forud og agterud, mens ellers var skibets ildkraft koncentreret i bredsiderne.
I 1878 fik skibet fire styk 37 mm revolverkanoner fra Hotchkiss. Disse fem-løbede kanoner affyrede granater, der vejede 0,5 kg med en mundingshastighed på 610 m/sekund. Skudhastigheden var 30 skud i minuttet og rækkevidden var op til 3.200 meter. I begyndelsen af karrieren medførte La Galissonnière også Harvey slæbetorpedoer.

### Panser
La Galissonnière havde et 150 mm smedejernspanser langs hele vandlinjen. Det var fæstnet på 65 cm egeplanker og var 2,4 m bredt. Kasemattens panser var på 120 mm, monteret på 53 cm træ, og de to barbetter på det øverste dæk havde ligeledes 120 mm panser. De ubeskyttede dele af skibets skrog var dækket af tynde jernplader..

## Tjeneste
La Galissionière blev køllagt i Brest i 22. juni 1868 og søsat 7. maj 1872. Skibet hejste kommando første gang 18. juli 1874 og i oktober stævnede det ud med kurs mod Stillehavet. I 1876 fungerede det som flagskib for den franske flådeafdeling i Stillehavet, hvorefter La Galissonnière satte kurs tilbage mod Frankrig. Via Suezkanalen kom skibet retur i marts 1877 efter at have gennemført en jordomsejling. Fra oktober 1878 til marts 1880 indgik skibet i den franske flådeafdeling i Caribien (division navale des Antilles). Fra februar 1881 til udgangen af 1882 var La Galissonnière en del af den franske flådeafdeling i det østlige Middelhav (division du Levant) og deltog blandt andet i bombardementet af Sfax i juli 1881, som led i etableringen af det franske protektorat over Tunesien.
I 1883 blev La Galissonnière sendt til den franske flådedivision i Fjernøsten. Da den fransk-kinesiske krig brød ud for alvor, blev divisionen i august 1884 slået sammen med admiral Courbets Tonkin-division, og den nye flådeafdeling fik navnet Den Fjernøstlige eskadre (Escadre d'Extrême-Orient). La Galissonnière deltog i bombardementet af Keelung på Taiwan 5. august 1884 og forsøgte senere samme måned forgæves at komme forbi de kinesiske kystforter ved Min-floden i forbindelse med slaget ved Fuzhou. Skibet var aktivt i resten af konflikten og erobrede i oktober 1884 den kinesiske kanonbåd Pei-Ho. La Galissonnière var tilbage i Frankrig i februar 1886. Skibet blev slettet fra flådelisten i december 1894 og fik fjernet sine kanoner. Det blev ophugget i 1902.

## Eksterne kilder
- Wikimedia Commons har flere filer relateret til La Galissonnière (skib, 1874)
- Corvettes cuirassées på dossiersmarine.free.fr  Arkiveret 16. maj 2012 hos  Wayback Machine (fransk)